# Wereldkampioenschappen langlaufen 2017
De wereldkampioenschappen langlaufen 2017 werden van 22 februari tot en met 5 maart 2017 gehouden in Lahti.

## Wedstrijdschema
| Datum       | Lokale tijd   | MET           | Mannen                       | Vrouwen                      |
| ----------- | ------------- | ------------- | ---------------------------- | ---------------------------- |
| 22 februari | 15:30 / 14:00 | 14:30 / 13:00 | 10 km (klassieke stijl) (Q)  | 5 km (klassieke stijl) (Q)   |
| 23 februari | 15:00 17:30   | 14:00 16:30   | Sprint (vrije stijl)         | Sprint (vrije stijl)         |
| 25 februari | 14:30 / 12:00 | 13:30 / 11:00 | 30 km achtervolging          | 15 km achtervolging          |
| 26 februari | 11:30 12:30   | 10:30 11:30   | Teamsprint (klassieke stijl) | Teamsprint (klassieke stijl) |
| 28 februari | 13:45         | 12:45         |                              | 10 km (klassieke stijl)      |
| 1 maart     | 13:45         | 12:45         | 15 km (klassieke stijl)      |                              |
| 2 maart     | 15:00         | 14:00         |                              | 4×5 km estafette             |
| 3 maart     | 13:30         | 12:30         | 4×10 km estafette            |                              |
| 4 maart     | 14:30         | 13:30         |                              | 30 km (vrije stijl)          |
| 5 maart     | 14:30         | 13:30         | 50 km (vrije stijl)          |                              |

## Uitslagen

### Sprint
| Mannen (vrije stijl) | Mannen (vrije stijl)   | Mannen (vrije stijl) | Mannen (vrije stijl) |
| #                    | Naam                   | Land                 | Tijd                 |
| -------------------- | ---------------------- | -------------------- | -------------------- |
| Goud                 | Federico Pellegrino    | ITA                  | 3.13,76              |
| Zilver               | Sergej Oestjoegov      | RUS                  | + 0,15               |
| Brons                | Johannes Høsflot Klæbo | NOR                  | + 0,44               |
| 4                    | Finn Hågen Krogh       | NOR                  | + 0,67               |
| 5                    | Petter Northug         | NOR                  | + 12,13              |
| 6                    | Ristomatti Hakola      | FIN                  | + 12,28              |
| Halvefinalisten      |                        |                      |                      |
| 7                    | Martti Jylhä           | FIN                  |                      |
| 8                    | Maciej Starega         | POL                  |                      |
| 9                    | Calle Halfvarsson      | SWE                  |                      |
| 10                   | Emil Iversen           | NOR                  |                      |
| 11                   | Jovian Hediger         | SUI                  |                      |
| 12                   | Alex Harvey            | CAN                  |                      |

| Vrouwen (vrije stijl) | Vrouwen (vrije stijl)  | Vrouwen (vrije stijl) | Vrouwen (vrije stijl) |
| #                     | Naam                   | Land                  | Tijd                  |
| --------------------- | ---------------------- | --------------------- | --------------------- |
| Goud                  | Maiken Caspersen Falla | NOR                   | 3.02,34               |
| Zilver                | Jessica Diggins        | USA                   | + 1,66                |
| Brons                 | Kikkan Randall         | USA                   | + 3,76                |
| 4                     | Hanna Falk             | SWE                   | + 3,91                |
| 5                     | Ida Ingemarsdotter     | SWE                   | + 4,42                |
| 6                     | Sophie Caldwell        | USA                   | + 5,37                |
| Halvefinalisten       |                        |                       |                       |
| 7                     | Heidi Weng             | NOR                   |                       |
| 8                     | Mari Laukkanen         | FIN                   |                       |
| 9                     | Natalja Matvejeva      | RUS                   |                       |
| 10                    | Joelia Beloroekova     | RUS                   |                       |
| 11                    | Hanna Kolb             | GER                   |                       |
| 12                    | Stina Nilsson          | SWE                   |                       |

### Intervalstart
| Mannen 15 km (klassieke stijl) | Mannen 15 km (klassieke stijl) | Mannen 15 km (klassieke stijl) | Mannen 15 km (klassieke stijl) |
| #                              | Naam                           | Land                           | Tijd                           |
| ------------------------------ | ------------------------------ | ------------------------------ | ------------------------------ |
| Goud                           | Iivo Niskanen                  | FIN                            | 36.44,0                        |
| Zilver                         | Martin Johnsrud Sundby         | NOR                            | + 17,9                         |
| Brons                          | Niklas Dyrhaug                 | NOR                            | + 31,3                         |
| 4                              | Aleksandr Bessmertnych         | RUS                            | + 41,8                         |
| 5                              | Andrej Larkov                  | RUS                            | + 53,2                         |
| 5                              | Didrik Tønseth                 | NOR                            | + 53,2                         |
| 7                              | Aleksej Poltoranin             | KAZ                            | + 1.06,3                       |
| 8                              | Sami Jauhojärvi                | FIN                            | + 1.09,7                       |
| 9                              | Johan Olsson                   | SWE                            | + 1.10,6                       |
| 10                             | Calle Halfvarsson              | SWE                            | + 1.15,0                       |

| Vrouwen 10 km (klassieke stijl) | Vrouwen 10 km (klassieke stijl) | Vrouwen 10 km (klassieke stijl) | Vrouwen 10 km (klassieke stijl) |
| #                               | Naam                            | Land                            | Tijd                            |
| ------------------------------- | ------------------------------- | ------------------------------- | ------------------------------- |
| Goud                            | Marit Bjørgen                   | NOR                             | 25.24,9                         |
| Zilver                          | Charlotte Kalla                 | SWE                             | + 41,0                          |
| Brons                           | Astrid Jacobsen                 | NOR                             | + 55,5                          |
| 4                               | Heidi Weng                      | NOR                             | + 1.13,8                        |
| 5                               | Anna Haag                       | SWE                             | + 1.22,7                        |
| 6                               | Kerttu Niskanen                 | FIN                             | + 1.23,7                        |
| 7                               | Krista Pärmäkoski               | FIN                             | + 1.31,4                        |
| 8                               | Ingvild Flugstad Østberg        | NOR                             | + 1.34,5                        |
| 8                               | Justyna Kowalczyk               | POL                             | + 1.34,5                        |
| 10                              | Stefanie Böhler                 | GER                             | + 1.35,8                        |

### Skiatlon
| 30 km mannen (klassieke + vrije stijl) | 30 km mannen (klassieke + vrije stijl) | 30 km mannen (klassieke + vrije stijl) | 30 km mannen (klassieke + vrije stijl) |
| #                                      | Naam                                   | Land                                   | Tijd                                   |
| -------------------------------------- | -------------------------------------- | -------------------------------------- | -------------------------------------- |
| Goud                                   | Sergej Oestjoegov                      | RUS                                    | 1:09.16,7                              |
| Zilver                                 | Martin Johnsrud Sundby                 | NOR                                    | + 6,9                                  |
| Brons                                  | Finn Hågen Krogh                       | NOR                                    | + 31,8                                 |
| 4                                      | Sjur Røthe                             | NOR                                    | + 33,1                                 |
| 5                                      | Alex Harvey                            | CAN                                    | + 33,3                                 |
| 6                                      | Didrik Tønseth                         | NOR                                    | + 33,5                                 |
| 7                                      | Marcus Hellner                         | SWE                                    | + 33,7                                 |
| 8                                      | Andrej Larkov                          | RUS                                    | + 36,1                                 |
| 9                                      | Lari Lehtonen                          | FIN                                    | + 37,2                                 |
| 10                                     | Giandomenico Salvadori                 | ITA                                    | + 37,3                                 |

| 15 km vrouwen (klassieke + vrije stijl) | 15 km vrouwen (klassieke + vrije stijl) | 15 km vrouwen (klassieke + vrije stijl) | 15 km vrouwen (klassieke + vrije stijl) |
| #                                       | Naam                                    | Land                                    | Tijd                                    |
| --------------------------------------- | --------------------------------------- | --------------------------------------- | --------------------------------------- |
| Goud                                    | Marit Bjørgen                           | NOR                                     | 37.57,5                                 |
| Zilver                                  | Krista Pärmäkoski                       | FIN                                     | + 4,8                                   |
| Brons                                   | Charlotte Kalla                         | SWE                                     | + 32,0                                  |
| 4                                       | Natalie Von Siebenthal                  | SUI                                     | + 1.05,0                                |
| 5                                       | Heidi Weng                              | NOR                                     | + 1.05,1                                |
| 6                                       | Teresa Stadlober                        | AUT                                     | + 1.05,4                                |
| 7                                       | Astrid Jacobsen                         | NOR                                     | + 1.11,1                                |
| 8                                       | Anastasia Sedova                        | RUS                                     | + 1.15,3                                |
| 9                                       | Masako Ishida                           | JPN                                     | + 1.21,8                                |
| 10                                      | Katharina Hennig                        | GER                                     | + 1.39,1                                |

### Massastart
| 50 km mannen (vrije stijl) | 50 km mannen (vrije stijl) | 50 km mannen (vrije stijl) | 50 km mannen (vrije stijl) |
| #                          | Naam                       | Land                       | Tijd                       |
| -------------------------- | -------------------------- | -------------------------- | -------------------------- |
| Goud                       | Alex Harvey                | CAN                        | 1:46.28,9                  |
| Zilver                     | Sergej Oestjoegov          | RUS                        | + 0,6                      |
| Brons                      | Matti Heikkinen            | FIN                        | + 1,4                      |
| 4                          | Andrew Musgrave            | GBR                        | + 2,9                      |
| 5                          | Martin Johnsrud Sundby     | NOR                        | + 3,0                      |
| 6                          | Sjur Røthe                 | NOR                        | + 3,4                      |
| 7                          | Dario Cologna              | SUI                        | + 8,9                      |
| 8                          | Petter Northug             | NOR                        | + 12,3                     |
| 9                          | Maurice Manificat          | FRA                        | + 13,4                     |
| 10                         | Hans Christer Holund       | NOR                        | + 14,3                     |

| 30 km vrouwen (vrije stijl) | 30 km vrouwen (vrije stijl) | 30 km vrouwen (vrije stijl) | 30 km vrouwen (vrije stijl) |
| #                           | Naam                        | Land                        | Tijd                        |
| --------------------------- | --------------------------- | --------------------------- | --------------------------- |
| Goud                        | Marit Bjørgen               | NOR                         | 1:08.36,8                   |
| Zilver                      | Heidi Weng                  | NOR                         | + 1,9                       |
| Brons                       | Astrid Jacobsen             | NOR                         | + 1,9                       |
| 4                           | Ragnhild Haga               | NOR                         | + 7,4                       |
| 5                           | Jessica Diggins             | USA                         | + 10,4                      |
| 6                           | Krista Pärmäkoski           | FIN                         | + 11,3                      |
| 7                           | Charlotte Kalla             | SWE                         | + 13,9                      |
| 8                           | Teresa Stadlober            | AUT                         | + 15,5                      |
| 9                           | Anna Haag                   | SWE                         | + 20,3                      |
| 10                          | Nathalie von Siebenthal     | SUI                         | + 1.20,9                    |

### Teamsprint
| Mannen (klassieke stijl) | Mannen (klassieke stijl)            | Mannen (klassieke stijl) | Mannen (klassieke stijl) |
| #                        | Naam                                | Land                     | Tijd                     |
| ------------------------ | ----------------------------------- | ------------------------ | ------------------------ |
| Goud                     | Nikita Krjoekov Sergej Oestjoegov   | RUS                      | 17.40,69                 |
| Zilver                   | Dietmar Nöckler Federico Pellegrino | ITA                      | + 2,14                   |
| Brons                    | Sami Jauhojärvi Iivo Niskanen       | FIN                      | + 8,64                   |
| 4                        | Johannes Høsflot Klæbo Emil Iversen | NOR                      | + 18,42                  |
| 5                        | Simeon Hamilton Erik Bjornsen       | USA                      | + 23,58                  |
| 6                        | Alex Harvey Len Valjas              | CAN                      | + 27,02                  |
| 7                        | Thomas Bing Sebastian Eisenlauer    | GER                      | + 30,96                  |
| 8                        | Emil Jönsson Teodor Peterson        | SWE                      | + 31,73                  |
| 9                        | Roman Furger Jovian Hediger         | SUI                      | + 1.04,77                |
| 10                       | Dominik Bury Maciej Starega         | POL                      | + 1.15,06                |

| Vrouwen (klassieke stijl) | Vrouwen (klassieke stijl)               | Vrouwen (klassieke stijl) | Vrouwen (klassieke stijl) |
| #                         | Naam                                    | Land                      | Tijd                      |
| ------------------------- | --------------------------------------- | ------------------------- | ------------------------- |
| Goud                      | Heidi Weng Maiken Caspersen Falla       | NOR                       | 20.20,56                  |
| Zilver                    | Joelia Beloroekova Natalja Matvejeva    | RUS                       | + 5,56                    |
| Brons                     | Sadie Bjornsen Jessica Diggins          | USA                       | + 18,38                   |
| 4                         | Ida Ingemarsdotter Stina Nilsson        | SWE                       | + 18,57                   |
| 5                         | Aino-Kaisa Saarinen Kerttu Niskanen     | FIN                       | + 23,02                   |
| 6                         | Stefanie Böhler Nicole Fessel           | GER                       | + 29,56                   |
| 7                         | Nadine Fähndrich Laurien van der Graaff | SUI                       | + 41,84                   |
| 8                         | Katja Višnar Anamarija Lampič           | SLO                       | + 48,48                   |
| 9                         | Ewelina Marcisz Justyna Kowalczyk       | POL                       | + 48,99                   |
| 10                        | Ilaria Debertolis Lucia Scardoni        | ITA                       | + 1.05,20                 |

### Estafette
| Mannen 4×10 km (klassieke + vrije stijl) | Mannen 4×10 km (klassieke + vrije stijl)                                        | Mannen 4×10 km (klassieke + vrije stijl) | Mannen 4×10 km (klassieke + vrije stijl) |
| #                                        | Naam                                                                            | Land                                     | Tijd                                     |
| ---------------------------------------- | ------------------------------------------------------------------------------- | ---------------------------------------- | ---------------------------------------- |
| Goud                                     | Didrik Tønseth Niklas Dyrhaug Martin Johnsrud Sundby Finn Hågen Krogh           | NOR                                      | 1:37.20,1                                |
| Zilver                                   | Andrej Larkov Aleksandr Bessmertnych Aleksej Tsjervotkin Sergej Oestjoegov      | RUS                                      | + 4,6                                    |
| Brons                                    | Daniel Richardsson Johan Olsson Marcus Hellner Calle Halfvarsson                | SWE                                      | + 2.31,8                                 |
| 4                                        | Jason Rüesch Jonas Baumann Dario Cologna Curdin Perl                            | SUI                                      | + 2.32,0                                 |
| 5                                        | Sami Jauhojärvi Iivo Niskanen Lari Lehtonen Matti Heikkinen                     | FIN                                      | + 2.42,4                                 |
| 6                                        | Thomas Bing Jonas Dobler Florian Notz Lucas Bögl                                | GER                                      | + 2.42,8                                 |
| 7                                        | Jean-Marc Gaillard Maurice Manificat Robin Duvillard Clément Parisse            | FRA                                      | + 3.52,0                                 |
| 8                                        | Francesco De Fabiani Dietmar Nöckler Giandomenico Salvadori Federico Pellegrino | ITA                                      | + 5.29,8                                 |
| 9                                        | Aleksej Poltoranin Denis Volotka Olzjas Klimin Jevgeni Velitsjko                | KAZ                                      | + 5.30,6                                 |
| 10                                       | Kyle Bratrud Erik Bjornsen Tadd Elliott Simeon Hamilton                         | USA                                      | + 5.31,3                                 |

| Vrouwen 4×5 km (klassieke + vrije stijl) | Vrouwen 4×5 km (klassieke + vrije stijl)                                      | Vrouwen 4×5 km (klassieke + vrije stijl) | Vrouwen 4×5 km (klassieke + vrije stijl) |
| #                                        | Naam                                                                          | Land                                     | Tijd                                     |
| ---------------------------------------- | ----------------------------------------------------------------------------- | ---------------------------------------- | ---------------------------------------- |
| Goud                                     | Maiken Caspersen Falla Heidi Weng Astrid Jacobsen Marit Bjørgen               | NOR                                      | 52.21,5                                  |
| Zilver                                   | Anna Haag Charlotte Kalla Ebba Andersson Stina Nilsson                        | SWE                                      | + 1.01,6                                 |
| Brons                                    | Aino-Kaisa Saarinen Kerttu Niskanen Laura Mononen Krista Pärmäkoski           | FIN                                      | + 1.02,1                                 |
| 4                                        | Kikkan Randall Sadie Bjornsen Elizabeth Stephen Jessica Diggins               | USA                                      | + 1.33,8                                 |
| 5                                        | Polina Kalsina Joelia Beloroekova Joelia Tsjekaleva Anastasia Sedova          | RUS                                      | + 2.28,6                                 |
| 6                                        | Katharina Hennig Stefanie Böhler Nicole Fessel Sandra Ringwald                | GER                                      | + 2.38,3                                 |
| 7                                        | Laurien van der Graaff Nadine Fähndrich Nathalie Von Siebenthal Seraina Boner | SUI                                      | + 2.52,1                                 |
| 8                                        | Justyna Kowalczyk Ewelina Marcisz Kornelia Kubinska Martyna Galewicz          | POL                                      | + 3.22,0                                 |
| 9                                        | Lucia Scardoni Caterina Ganz Elisa Brocard Ilaria Debertolis                  | ITA                                      | + 3.42,0                                 |
| 10                                       | Katherine Stewart-Jones Emily Nishikawa Cendrine Browne Dahria Beatty         | CAN                                      | + 4.12,6                                 |

### Medailleklassement
| Plaats | Land             | Goud | Zilver | Brons | Totaal |
| 1      | Noorwegen        | 7    | 3      | 5     | 15     |
| 2      | Rusland          | 2    | 4      | 0     | 6      |
| 3      | Finland          | 1    | 1      | 3     | 5      |
| 4      | Italië           | 1    | 1      | 0     | 2      |
| 5      | Canada           | 1    | 0      | 0     | 1      |
| 6      | Zweden           | 0    | 2      | 2     | 4      |
| 7      | Verenigde Staten | 0    | 1      | 2     | 3      |
| Totaal | Totaal           | 12   | 12     | 12    | 36     |